# 2014年版權（修訂）條例草案

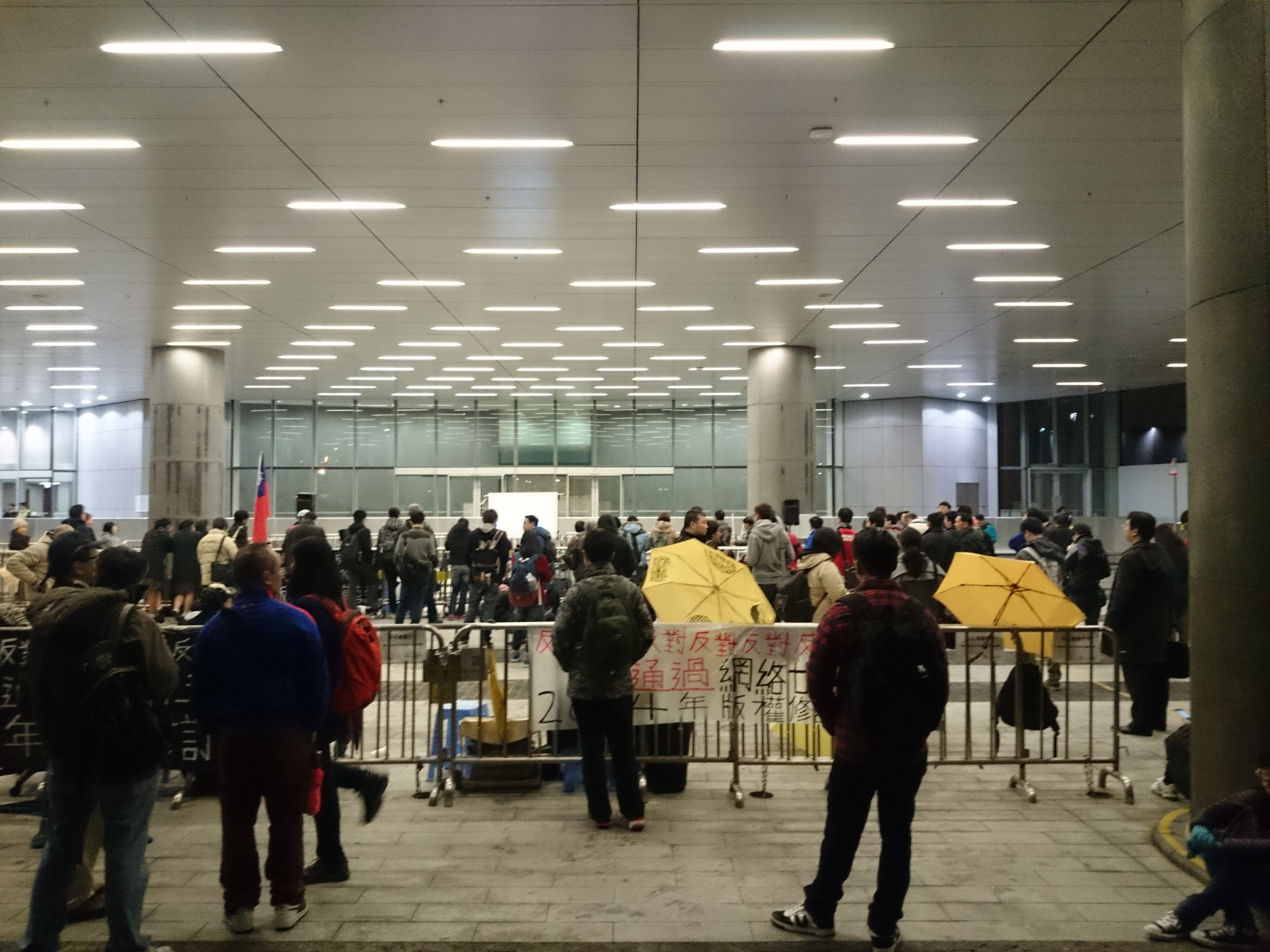
2016年1月28日，立法會示威區有反網絡廿三條集會

《2014年版權（修訂）條例草案》（前稱《2011年版權（修訂）條例草案》，被網民稱為「網絡23條」）是香港的一條法律修訂提案，於2011年6月3日刊登憲報，以更新香港的版權法例，確保法例可與科技發展與時並進。

## 简介
2014年6月13日，經諮詢後的《2014年版權（修訂）條例草案》再次刊登憲報。
2015年12月9日，法案正式開始在香港立法會進行二讀。其後在2016年1月21日以37票支持、25票反對通過二讀，現在正等待三讀。
2016年3月4日，在立法會經歷3個月審議及「拉布」後，最終未能完成審議。政府亦無意將草案重提立法會。
2016年4月14日，立法會大會通過草案休會待續議案，意味有關草案不會在今屆立法會處理。

## 争议
有動漫迷憂慮法案通過後，未經版權持有人許可而發佈同人漫畫或公開參與Cosplay活動可能觸犯刑事罪行。也有人憂慮發佈未獲版權持有人許可的翻唱或改詞歌曲在新法例下可能觸犯刑事罪行。有人憂慮使用電腦時如有觸犯法案新增的罪行，會被當局同時以侵犯版權及「不誠實取用電腦」罪起訴。
此法案修訂在民間引起廣泛議論，不少網民及創作人員認為條例修訂打壓創作自由；而由於一些網民針對政府施政的惡搞圖片、影片及歌曲都落入此版權條例可能撿控的範圍，也有人認為條例有政治目的造成白色恐怖。組織鍵盤戰線及二次創作權關注組於2012年4月25日發表聲明要求豁免網上分享及二次創作的刑責。文化藝術界在4月26日發表聲明及聯署要求擱置修訂。由於人民力量立法會議員陳偉業就該草案提出一千七百多項修訂，秘書處需時三至四星期處理，無法按原訂時間表提交立法會，而暫時擱置。
時任商務及經濟發展局副秘書長（工商）王國彬認為草案不會收窄網上的言論空間，網民無須過慮。

## 衝擊事件
2014年「佔領中環」事件期間，11月19日互聯網上突然謠傳立法會即將審議版權修訂條例草案，迅即引來一批示威者硬闖立法會大樓，有玻璃門被人以鐵馬撞毀，事後一些涉案者被捕並被起訴刑事破壞等罪名。